# Fiat Polski 127P
La Fiat Polski 127P est une voiture fabriquée par la filiale polonaise du constructeur italien Fiat en petite série entre 1974 et 1977 destinée uniquement au marché polonais, afin d'élargir sa gamme qui ne comprenait que la Fiat Polski 125P.
La Fiat 127 avait été lancée en avril 1971 en Italie pour succéder à la Fiat 850. Cette nouvelle voiture représentait plus qu'un saut de génération avec sa devancière en raison des avancées technologiques qu'elle utilisait. Le moteur était placé transversalement à l'avant, traction avant, suspension à 4 roues indépendantes. 
Dans sa première série, la Fiat 127 conservait le moteur de 903 cm3 qui équipait les Fiat 850 Coupé et Spider qui développait 47 cv DIN. De nombreuses solutions techniques employées sur la Fiat 127 avaient, au préalable, été testées en grandeur nature sur une voiture qui a également créé un évènement, l'Autobianchi A 112, présentée deux ans auparavant et qui avait largement séduit la clientèle européenne.
La Fiat Polski 127P était une voiture très moderne, spacieuse et très confortable et de plus, dotée d'un grand coffre avec hayon. L'aménagement intérieur, très bien étudié, était fonctionnel avec une utilisation optimale de l'espace. Plus de 80 % du volume utile était réservé aux passagers. La finition, identique à l'original italien, est dans le ton de la concurrence, fonctionnelle, robuste mais sans excentricités.
C'est à son volant que l'on apprécie tout de suite la nouvelle Fiat 127, par sa nervosité caractéristique, son excellente tenue de route, un freinage sûr avec des freins à disque à l'avant, un très bon confort et une consommation minime, comme souvent chez Fiat.
Le succès est immédiat partout en Europe et la voiture reçoit la même année le prix de voiture de l'année qui sera la troisième récompense pour le constructeur italien.
La fabrication de la Fiat Polski 127P fut de courte durée car l'usine de Varsovie ne pouvant être agrandie, elle céda sa place sur les chaînes de montage à la nouvelle Fiat Polski 132P. De plus la nouvelle micro citadine Fiat Polski 126P allait bientôt être lancée en Pologne.

## La Fiat 127 dans le monde et ses dérivés
La production de la Fiat 127 en Italie fut de 3.779.086 exemplaires mais elle a aussi été fabriquée dans beaucoup d'autres pays.
- Espagne : la Fiat 127 a été présentée par la filiale espagnole Seat au Salon de Barcelone en avril 1972 dans une version identique à l'original italien. La Seat 127 reçut les mêmes modifications que la Fiat jusqu'en 1980. À la suite de la rupture des accords entre Fiat et l'État espagnol, Seat du reprendre la Seat 127 et la transforma en Seat Fura. En réalité, c'était exactement la même voiture sans aucun changement si ce n'était le nom et le logo.

La production totale de la Seat 127 entre 1972 et 1983 fut de 1.345.203 exemplaires.
- Brésil : La Fiat 127 fut adaptée aux conditions de l'Amérique Latine et s'appela Fiat 147. Elle fut introduite sur le marché en 1976 et fabriquée dans une toute nouvelle usine située à Lagoas, dans l'État du Minas Gueras. On retrouve encore beaucoup de Fiat 147 en circulation, dont une version remontant à 1978 fonctionnant à l'alcool de canne. La production brésilienne fut de 1.169.312 exemplaires.

- Argentine : Fiat fabriqua en Argentine la Fiat 147, dans la même configuration que la version brésilienne. La production argentine de la Fiat 147 s'établit à 232.807 exemplaires.

- Yougoslavie : un petit lot de quelques dizaines de milliers de Fiat 127 identiques au modèle polonais ont été construites par Zastava. Par contre Zastava développa avec Fiat une version spécifique, la Yugo 45 qui reprenait intégralement les bases mécaniques et la structure de la Fiat 127 avec une carrosserie très anguleuse. La Yugo 45 a été fabriquée à plus de 1.000.000 exemplaires et exportée principalement aux USA en version cabriolet.

- Pologne : quelques dizaines de milliers d'exemplaires de la Fiat 127P ont également été construits en Pologne sous le label Fiat-Polski.

Le véhicule utilitaire le plus connu et développé à partir de la Fiat 127 fut le Fiat 127 Fiorino. Reprenant le concept de base de la Fiat 500 Topolino Giardiniera de 1940, la première version reprenait la base mécanique de la Fiat 127 seconde série, puis celle de la Fiat 147 version unifiée brésilienne et ensuite celle de la Fiat Uno brésilienne. Le Fiat Fiorino a également été fabriqué en Argentine, dans la même configuration que la version brésilienne.